# Rite romaniote
Le rite romaniote (hébreu נוסח הרומניוטים noussa'h haRomaniotim) est le rite liturgique du siddour anciennement en usage dans les communautés juives romaniotes vivant, avant l’arrivée des Séfarades, dans l’Empire ottoman. Ce rite disparut progressivement à partir de l’installation dans l’Empire des Juifs expulsés d’Espagne qui absorbèrent les Romaniotes et diffusèrent leurs propres coutumes. Le rite liturgique romaniote ne survit actuellement que sous forme de vestiges tels des pièces liturgiques.
Le rite romaniote comporte de nombreux éléments issus du rite de la terre d’Israël, comme la récitation du Kol Nidre en hébreu (et non en judéo-araméen) et la présence de nombreuses pièces liturgiques antiques.
Il est conservé dans un petit nombre de siddourim imprimés (étant déjà en voie de disparition aux débuts de l’ère de l’imprimerie), et seules quelques synagogues tentent de l’employer occasionnellement afin d’en préserver l’usage, dont les synagogues de Janina et Atona qui ne sont en activité qu’aux alentours des Jours redoutables. Les descendants de ces communautés, émigrés pour la plupart aux États-Unis ou en Israël, ont également établi une Kehila Kedosha Janina à New York ou à Jérusalem. Cependant, si les poèmes et mélodies sont d’origine romaniote, le rite en usage est séfarade.